# Lampides sanava
Lampides sanava är en fjärilsart som beskrevs av Hans Fruhstorfer 1916. Lampides sanava ingår i släktet Lampides och familjen juvelvingar. Inga underarter finns listade i Catalogue of Life.